# ويليام هنري أومالي وود
ويليام هنري أومالي وود (بالإنجليزية: William Henry O'Malley Wood)‏ هو مصرفي أسترالي، ولد في 15 يونيو 1856، وتوفي في 5 أغسطس 1941.